# Coastwise slave trade
Coastwise slave trade (Den kustmässiga slavhandeln) syftar på den slavhandel som ägde rum längs kusterna i USA från förbudet mot den transatlantiska slavhandeln 1807 fram till utbrottet av det amerikanska inbördeskriget 1861.
När importen av nya afrikanska slavar till USA från den transatlantiska slavhandeln förbjöds genom Act Prohibiting Importation of Slaves 1807, inträffade en brist på slavar i USA. Detta stimulerade en mer intensiv nationella slavhandeln innanför landets gränser. Slavar transporterades från gränsstaterna, de norra Sydstaterna, där det rådde ett överskott på slavar, till de södra Sydstaterna, som hade de största bomullsplantagerna och det mest intensiva behovet av mer slavarbetare. Många av de personer som föll offer för slavhandeln var dock inte slavar, utan fria färgade personer som blivit kidnappade från Nordstaterna och fallit offer för den omvända underjordiska järnvägen. 
Slavarna transporterades längs kusterna och vattenvägarna. Eftersom slavbåtarna färdades längs vattenvägarna hamnade de ibland på internationellt vatten, och tvingades ibland söka sig till utländska hamnar i Västindien. Detta innebar ett allt större problem allteftersom slavhandel förbjöds av de europeiska makterna som ägde öarna i Västindien. År 1825 utfärdade Storbritannien en lag om att alla slavar från slavskepp som hamnade på brittiskt farvatten skulle friges, något som skedde flera gånger då amerikanska slavskepp av vädret tvingades lägga an vid brittiska hamnar. 